# Шушвалівка
Шушва́лівка — село в Україні, у Градизькій селищній громаді Кременчуцького району Полтавської області. Населення становить 259 осіб. День села — День свята Успіння Пресвятої Богородиці в серпні.

## Географія
Розташоване на березі Кременчуцького водосховища.
Площа населеного пункту — 97,3 га.

## Історія
У Національній книзі пам'яті жертв Голодомору 1932—1933 років в Україні вказано, що 21 житель села загинув від голоду.

## Населення
Станом на 1 січня 2011 року населення села становить 188 громадяни з кількістю дворів — 128.
- 2001 — 259
- 2011 — 188

### Мова
Розподіл населення за рідною мовою за даними перепису 2001 року:
| Мова       | Кількість | Відсоток |
| ---------- | --------- | -------- |
| українська | 244       | 94.21%   |
| російська  | 12        | 4.63%    |
| білоруська | 2         | 0.77%    |
| вірменська | 1         | 0.39%    |
| Усього     | 259       | 100%     |

## Економіка
Село є центральною садибою ТОВ «Агро-Сула». В селі розміщене приміщення контори господарства.

## Інфраструктура
В центрі села розміщене приміщення ФАПу.

## Уродженці
- Таран П. Т. — Герой Радянського Союзу[1][4]